# 库夫罗
库夫罗（法語：Couvrot，法語發音：[kuvʁo]）是法国马恩省的一个市镇，位于该省东南部，马恩河右岸，属于维特里勒弗朗索瓦区。

## 地理
库夫罗（48°45'34"N, 4°34'18"E）面积8.05 平方千米，位于法国大東部大區马恩省，该省份为法国东北部内陆省份，北起阿登省，西北接埃纳省，西南接塞纳-马恩省，南至奥布省，东南接上马恩省，东临默兹省。
与库夫罗接壤的市镇（或旧市镇、城区）包括：马恩河畔卢瓦西、香槟地区圣吕米耶、圣康坦莱马赖、苏朗日、佩尔图瓦地区维特里。
库夫罗的时区为UTC+01:00、UTC+02:00（夏令时）。

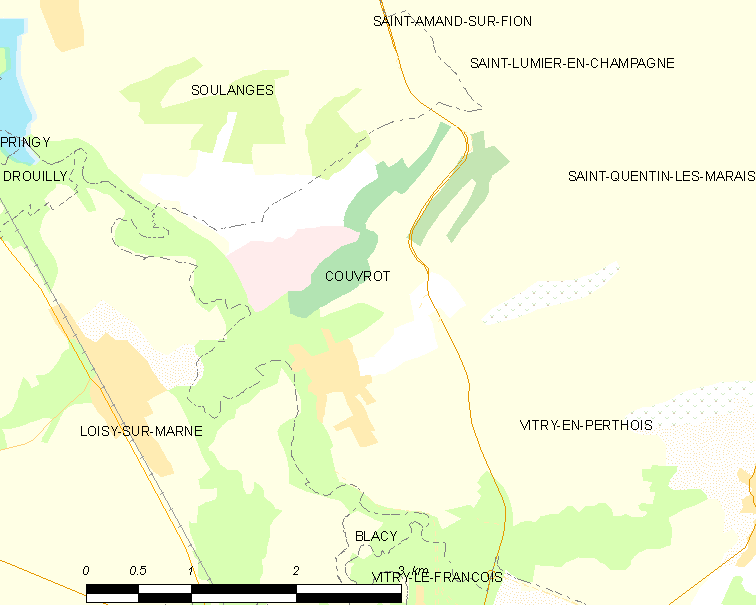
库夫罗的OSM定位图

## 行政
库夫罗的邮政编码为51300，INSEE市镇编码为51195。

## 政治
库夫罗所属的省级选区为维特里勒弗朗索瓦-香槟-代尔县。

## 交通
法国国道N44线经过境内。

## 人口

1962-2008年间库夫罗人口变化图示

库夫罗于2022年1月1日时的人口数量为796人。